# William Christenberry
William Christenberry, né le 5 novembre 1936 à Tuscaloosa (Alabama) et mort le 28 novembre 2016 à Washington D. C., est un photographe, peintre, sculpteur et professeur américain. Il est célèbre pour ses photographies du Sud américain, et en particulier de l'Alabama, qui montrent l'évolution d'édifices ou d'objets dans le temps, ainsi que pour ses sculptures « dérangeantes ».

## Biographie

### Jeunesse et formation
William Andrew Christenberry Jr. naît le 5 novembre 1936 à Tuscaloosa, en Alabama, aîné de trois enfants. Son père avait essayé d'aller à l'université mais la trouvant trop cher, il passe sa vie à travailler comme livreur dans une boulangerie et vendeur de produits laitiers et d'assurances. Sa mère, Ruby Willard Smith, est contrôleuse fiscale et femme au foyer ; elle a également créé des textiles qui sont devenus des objets de famille. Les grands-parents de Christenberry, des deux côtés, exploitaient des fermes dans le comté de Hale, où William passe les étés de son enfance, à une époque où il accompagne souvent son père en voyage sur les petites routes du Sud américain et erre souvent lui-même, adolescent et jeune adulte, dans les bois, les champs et les fermes proches des maisons de ses grands-parents dans le rural comté de Hale.
Christenberry étudie les beaux-arts à l'Université de l'Alabama, à Tuscaloosa. Il obtient une licence puis un diplôme de master d'arts en peinture en 1959,.
Il se consacra ainsi dans un premier temps à la peinture, en réalisant de grandes toiles abstraites expressionnistes, mais peu à peu, il commence à être attiré par des matériaux qui évoquent les lieux de son enfance. Il commence alors à utiliser un appareil photographique Brownie dans sa méthode de travail, : en effet, il prend principalement des photos pour prendre des informations en vue des tableaux qu'il peindra par la suite.
Alors instructeur à l'Université de l'Alabama, il se rend compte qu'il va se consacrer au Sud américain.

### Carrière
En 1961, il déménage à New York — et ne reviendra plus en Alabama pour y vivre — pour se faire connaître du milieu artistique. Il a pour la première fois une exposition propre cette année-là. Après avoir pris quelque petit boulot, il rencontre alors l'important photographe Walker Evans lors d'un programme de Time-Life Television (en). Ses photographies, beaucoup desquelles ont été prises dans la région d'origine de Christenberry (publiées dans Let Us Now Praise Famous Men, un livre de James Agee et de Walker Evans où sont reflétées la souffrance et la pauvreté humaines à l'époque de la Grande Dépression en Alabama), ont beaucoup influencé celui-ci. Alors qu'il était encore en Alabama, Christenberry découvre ce livre dans une librairie de Birmingham et réalise, avec sa grand-mère, qu'il connaît les lieux et personnes qui y sont mentionnés. Il se trouve qu'Evans a été dans le comté de Hale pour y prendre certains des clichés du livre le même été où Christenberry est né. Son admiration pour ce livre a probablement été un élément déterminant dans son développement artistique, même s'il dira qu'il a en fait été plus impressionné par la prose d'Agee, : il déclare en effet qu'il était bouleversé par Agee parce qu'il retranscrivait avec des mots ce qu'il essayait de faire lui-même dans son art,. Evans l'encourage fortement à continuer dans la photographie, en lui disant qu'il y a quelque chose de spécial dans sa manière d'utiliser son petit appareil photo, que c'est une parfaite extension de son œil,. Christenberry prendra acte de ce conseil et aura désormais un autre regard sur ce moyen d'expression, qu'il verra enfin comme un « art natif, une réponse intuitive et naturelle à ce qu'il voyait », et non plus comme un moyen. À la suite de cette rencontre, les deux photographes resteront amis,.
Un an plus tard, alors qu'il rentre dans le Comté de Hale (Alabama) pour rendre visite à sa famille — il prendra désormais l'habitude d'y rentrer tous les étés pour y prendre des photos —, il en profite pour expérimenter artistiquement : au travers de différents moyens — photographie, peinture, dessin, sculpture —, il explore les effets du temps sur la maison de sa jeunesse en choisissant comme sujets des édifices, des panneaux de circulation ou autres pancartes, ainsi que des objets trouvés. Christenberry pense que tous les objets laissent leur marque individuelle sur le paysage avec le temps, détruits ou pas.
Après son année passée à New York, Christenberry déménage à Memphis (Tennessee), où il devient professeur à l'Université de Memphis. Vers 1967-68, Christenberry déménage définitivement à Washington, où il intègre la faculté Corcoran College of Art and Design (en) — il y est désormais professeur de photographie, dessin et peinture,.
William Christenberry tient beaucoup à ses racines du Sud américain, comme il l'explique en 1983 :
« Everything that means anything to me — morality, integrity, close family ties, my heritage, the land — comes from the South, from the place where I grew up. »
— William Christenberry, The Washington Post, le 24 avril 1983.

« Tout ce qui est important pour moi — la morale, l'intégrité, les forts liens familiaux, mon héritage, la terre — vient du Sud, de l'endroit où j'ai grandi. »
— The Washington Post, le 24 avril 1983.
Christenberry est également un professeur de photographie et de peinture dans plusieurs universités : à l'Université de Memphis, l'Université de l'Alabama et à la Corcoran School of Art de Washington D. C., où il enseigne toujours,.
En 2011, William Christenberry découvre qu'il est atteint de la maladie d'Alzheimer.
Il meurt le 28 novembre 2016 à Washington D. C. des complications de cette maladie.

## L'œuvre de Christenberry

### Thématique sudiste et portée artistique
Christenberry s'intéresse d'abord aux thèmes et traditions des régions rurales du grand Sud américain. Aussi bien au niveau formel que conceptuel, son travail s'articule autour de l'étude prolongée d'un endroit : un édifice et ses alentours seront par exemple inclus dans une chronique en plusieurs photos montrant l'évolution de l'identité de la structure. Au-delà de capter l'essence de l'héritage d'un endroit, c'est une réflexion sur l'immobilisme et le changement.
Depuis le début des années 1960, il visite chaque année les mêmes lieux pour constater l'effet du temps qui passe sur les objets ou édifices délaissés. À partir de 1974, il se sert de toutes les images qu'il produit sur ce sujet pour réaliser des sculptures extrêmement détaillées qui reproduisent les édifices pris comme sujet. Elles sont elles-mêmes produites en plusieurs exemplaires, chacun représentant un stade de détérioration du bâtiment.
Ces sujets vont des maisons abandonnées aux objets trouvés en passant par des églises ou des cimetières. Il en capte des images pendant de nombreuses années pour construire de solides thèmes tels que le voyage et surtout le processus de transformation. Grâce à divers supports (photographie, sculpture, peinture, dessin, installations), Christenberry développe un récit profond et exhaustif sur le Sud, aussi bien avec ce qu'il a de plus folklorique que ce qu'il a de plus sombre, en particulier concernant le Ku Klux Klan. Il présente d'ailleurs dans ses expositions une « Klan room », où il installe des photographies, des dessins, des croix en néon, des boîtes de verre, des sculptures, des figurines de membres du KKK avec des tuniques de couleurs différentes selon leur grade, etc.
À l'instar de William Eggleston, Sally Mann, Nicholas Nixon ou encore Emmet Gowin (en), il fournit un travail substantiel sur la photographie du Sud, avec ses thématiques constantes de lieu, identité, histoire et famille. Le travail artistique de Christenberry est considéré par Ted Olson comme une preuve que le Sud est plus une conception qu'une réalité géographique. Selon lui, « il s'est dévoué à capturer et révéler sa matérialité, son esprit, et, à travers ceux-ci, sa condition. » Il est en effet « obsédé », dans sa démarche artistique, par la « totalité de l'expression sur ce lieu ». Il définit l'esthétique de Christenberry comme un mélange entre l'effort documentaire et une imagination artistique.
Sous l'influence d'Eggleston et de Lee Friedlander, il troquera en 1977 sa vieille Brownie pour une plus avancée Deardorff (en) 8x10. Cela ne l'empêche pas de conserver sa ligne directrice en cherchant l'étude directe, chirurgicale, des façades et des paysages, qui à la fois documente et donne du sens au sujet. Si la démarche artistique est évidente, certains voient dans sa façon de produire des milliers de petites photos répétitives prises au moyen d'un appareil photographique amateur et révélées de façon industrielle, dans ses sculptures qui reproduisent le même sujet, et dans sa collection sur le Ku Klux Klan, une forme d'art brut — sa photographie documentaire non conventionnelle interpelle.
Les derniers travaux de Christenberry portent sur les réponses émotionnelles positives et négatives que l'art déclenche. Mais son pèlerinage estival lui permet tous les ans d'enrichir sa production, qualifiée par la commissaire d'exposition Trudy Wilner Stack d'« inépuisable combustible pour le développement de la divulgation de sa vision artistique, ».
Son statut international grandit, comme en témoigne sa présence dans de plus en plus de musées dans tous les États-Unis et à l'étranger,.

### Publications
Monographies publiées par William Christenberry :
- William Christenberry : Southern Photographs (1983)
- Christenberry Reconstruction : The Art of William Christenberry (1996)
- William Christenberry : The Early Years, 1954-1968 (1996)
- William Christenberry : Art & Family (2000)
- William Christenberry (2002)
- William Christenberry (2006)

## Prix
William Christenberry a reçu de nombreux prix parmi lesquels :
- Lyndhurst Foundation (en) Prize (1982)
- Bourse Guggenheim (1984)[20]
- Washington D.C. Mayor's Arts Award (1986)
- Alabama Prize (1989)
- Art Matters, Inc. (1994)
- Honorary Doctor of Humane Letters de l'université de l'Alabama (1998).

## Expositions

### Expositions individuelles
- Montgomery Museum of Fine Arts, Montgommery, Alabama, 2005
- « Passing Time: The Art of William Christenberry », Smithsonian American Art Museum, Washington, 2006
- « Site/Possession », musée d'art de l'Université de Virginie, Charlottesville, 2007
- Columbus Museum of Art, Colombus, 2009
- « Southern Dialogue », Feroz Galerie, Bonn, Allemagne, 2013[21]
- Fondation Mapfre, Madrid, Espagne, 2013[22]

### Expositions collectives
- Rencontres de la photographie d'Arles, France, 1977

### Rétrospectives
- « Christenberry: In Alabama », Mobile Museum of Art, Mobile, Alabama, 2017[23]
- « William Christenberry: Summer | Winter », Pace/MacGill Callery, New York, 2016 - 2017[24]
- « Laying-by Time: Revisiting the Works of William Christenberry », Maryland Institute College of Art (en), Baltimore, 2016 - 2017[25]
- « William Christenberry: Time and Texture », High Museum of Art, Atlanta, 2018 - 2019
- « Memory is a Strange Bell: The Art of William Christenberry », Ogden Museum of Southern Art, La Nouvelle-Orléans, 2019 - 2020